# Tyler Linderbaum
Tyler Linderbaum (geboren am 7. April 2000 in Solon, Iowa) ist ein US-amerikanischer American-Football-Spieler auf der Position des Centers. Er spielte College Football für die Iowa Hawkeyes und wurde in der ersten Runde des NFL Draft 2022 von den Baltimore Ravens ausgewählt.

## College
Linderbaum besuchte die Highschool in seiner Heimatstadt Solon, Iowa, wo er Football als Offensive und Defensive Lineman spielte. Er nahm am U.S. Army All-American Bowl 2018 teil. Zudem spielte er an die Highschool auch Baseball und war als Ringer und Leichtathlet aktiv.
Ab 2018 ging Linderbaum auf die University of Iowa und spielte College Football für die Iowa Hawkeyes. Als Freshman kam er in zwei Partien bei 18 Snaps als Defensive Tackle zum Einsatz. Vor der Saison 2019 wechselte Linderbaum auf die Position des Centers, auf der er in seinem zweiten Jahr am College direkt als Starter übernahm. Er bestritt 2019 ebenso wie 2020 alle Partien von Beginn an. In der Spielzeit 2020 wurde er in das All-Star-Team der Big Ten Conference gewählt und war einer von drei Finalisten für die Rimington Trophy, mit der der beste Center im College Football ausgezeichnet wird. In der Saison 2021 stand Linderbaum erneut in der All-Star-Auswahl der Big Ten, zudem wurde er mit dem Rimington–Pace Offensive Lineman of the Year Award als bester Offensive Lineman seiner Conference ausgezeichnet und zum Unanimous All-American gewählt. Am 14. Januar 2022 meldete er sich für den NFL Draft 2022 an und verzichtete auf sein letztes Jahr der Spielberechtigung.

## NFL
Linderbaum wurde im NFL Draft 2022 an 25. Stelle von den Baltimore Ravens ausgewählt. Er war in seiner ersten NFL-Saison vom ersten Spieltag an Stammspieler und bestritt alle 17 Partien von Beginn an. In seinem zweiten Jahr in der NFL wurde Linderbaum erstmals in den Pro Bowl gewählt.